# Джон Редфорд
Джон Редфорд (англ. John Radford, нар. 22 лютого 1947, Гемсворт) — англійський футболіст, що грав на позиції нападника. По завершенні ігрової кар'єри — тренер.
Більшу частину кар'єри провів за «Арсенал», де з 149 голами став четвертим найкращим бомбардиром «канонірів» за всю історію, а також вигравав з клубом чемпіонат та Кубок Англії, та ставав володарем Кубка ярмарків. Крім того провів два матчі у складі національної збірної Англії.

## Клубна кар'єра
Народився 22 лютого 1947 року в місті Гемсворт, графство Йоркшир, у родині м'ясника. У 1962 році став гравцем академії столичного «Арсенала», а у лютому 1964 року підписав професіональний контракт. У клубі він грав переважно на позиції форварда, але іноді міг зіграти й на позиції правого крайнього нападника.
Він був результативним бомбардиром у молодіжній і резервній командах «Арсеналу», завдяки чому дебютував в першій команді проти «Вест Гем Юнайтед» 21 березня 1964 року, що стало його єдиною появою у основній команді в сезоні 1963/64. У наступному сезоні Редфорд використовувався трохи більше і зіграв 15 разів, ставши наймолодшим автором хет-трику в історії «Арсеналу», відзначившись тричі у матчі проти «Вулвергемптон Вондерерз» 2 січня 1965 року у віці 17 років і 315 днів — рекорд, який зберігся досі.
З початку сезону 1965/66 Редфорд став основним гравцем «Арсеналу», і особливо розквітнув під керівництвом Берті Мі. Хоча його перевели на правий фланг, у сезоні 1968/69 він забив дев'ятнадцять голів і дійшов з командою до фіналу Кубка Ліги. Для Джона і його команди це був другий поспіль фінал Кубка Футбольної ліги, але і цього разу лондонці поступились — на цей раз «Свіндон Тауну» у додатковий час.
Протягом сезону 1969/70 він знову забив дев'ятнадцять голів і допоміг «Арсеналу» виграти Кубок ярмарків 1970 року, який став їх першим трофеєм за сімнадцять років. Редфорд забив другий гол у матчі-відповіді фіналу, який вони виграли з рахунком 3:0 у бельгійського «Андерлехта» і таким чином зуміли виправити свою поразку у першій грі з рахунком 1:3.
У наступному сезоні 1970/71 Редфорд забив 21 гол, що стало його найкращим результатом за один сезон, утворивши партнерство з Реєм Кеннеді, в результаті якого вони забили 47 голів. Завдяки своїм голам Редфорд відіграв важливу роль у здобутті Арсеналом «золотого дубля». Його гольові передачі також відіграли важливу роль, коли забили голи Едді Келлі та Чарлі Джордж у фіналі Кубка проти «Ліверпуля». Наступного сезону «Арсенал» із Редфордом знову дійшов до фіналу, але цього разу вони програли «Лідс Юнайтед».
У сезоні 1972/73 Редфорд забивши ще 19 голів, однак надалі його кількість забитих м'ячів поступово знижувалася, через що він забивав менше 10 голів у наступних сезонах 1973/74 і 1974/75, а у наступному сезоні отримав травму, що ще більше обмежило його виступи. На той час пара нападників Малкольм Макдональд та Френк Степлтон стали основою атакуючого дуету Арсеналу, і Редфорд зіграв лише двічі за перші чотири місяці сезону 1976/77 років. Загалом він зіграв за «Арсенал» 481 раз, забивши 149 голів, що робить його четвертим найкращим бомбардиром «Арсеналу» за всю історію.
Втративши місце в основі рідного клубу, у грудні 1976 року Редфорд перейшов до «Вест Гем Юнайтед» за 80 000 фунтів. Там колись грізний нападник не зумів забити жодного голу у вищому дивізіоні за 28 матчів, тому у 1977 році Редфорд приєднався до клубу другого дивізіону «Блекберн Роверз», забивши десять разів у 38 матчах у чемпіонаті.
Завершив ігрову кар'єру у аматорській команді «Бішопс Стортфорд», за яку виступав протягом 1978—1983 років, вигравши з клубом Істмійську лігу та Трофей Футбольної асоціації. Завершивши ігрову кар'єру він кілька разів очолював «Бішопс-Стортфорд» наприкінці 1980-х і на початку 1990-х років Редфорд також працював тренером молодіжної команди «Квінз Парк Рейнджерс», а пізніше організовував екскурсії стадіоном «Арсеналу» «Емірейтс» та з'являвся як футбольний експерт на їхньому телевізійному каналі Arsenal TV.

## Виступи за збірну
15 січня 1969 року дебютував в офіційних матчах у складі національної збірної Англії у товариській грі проти Румунії. Свій другий і останній матч за збірну провів 13 жовтня 1971 року проти Швейцарії.

## Титули і досягнення
- Чемпіон Англії (1):

«Арсенал»: 1970/71
- Володар Кубка Англії (1):

«Арсенал»: 1970/71
- Володар Кубка ярмарків (1):

«Арсенал»: 1969/70